# Gavinot atlàntic
El gavinot atlàntic o gavinot (Larus marinus) és una espècie d'ocell de la família dels làrids (Laridae) que habita costes i llacs de Groenlàndia, Islàndia, illes Fèroe, Shetland, Spitsbergen, nord d'Escandinàvia, nord de Rússia, illes Britàniques, nord-oest de França, nord de Dinamarca, nord d'Alemanya i Estònia, oest i nord de Quebec, nord de Labrador i Terranova, illa Anticosti, Carolina del Nord i el llac Huron.